# Éric Charden
Éric Charden (* jako Jacques Puissant; 15. října 1942 – 29. dubna 2012) byl francouzský zpěvák. Narodil se ve Vietnamu tibetské matce a francouzskému otci. Zemřel na Hodgkinovu nemoc ve věku 69. let.

## Diskografie
- 1963: J’ai la tête pleine de Provence
- 1965: Amour limite zéro
- 1968: Le monde est gris
- 1969: La Chine
- 1974: 14 ans les gauloises
- 1976: C’est boum la vie
- 1977: Pense à moi
- 1978: Promène
- 1980: J't'écris
- 1981: Au milieu
- 1984: D'amour
- 1992: Je rocke ma vie
- 1995: Indochine 42
- 2002: Le magnifique mensonge
- 2003: J’suis snob
- 2007: Amalavague
- 2012: Made in France